# Woody Point (Canada)
Woody Point is een gemeente (town) in de Canadese provincie Newfoundland en Labrador. De gemeente ligt aan de westkust van het eiland Newfoundland. Het is een toeristische plaats die grenst aan het Nationaal Park Gros Morne.

## Geschiedenis
In 1956 werd Woody Point een gemeente met de status van local government community (LGC). In 1980 werden LGC's op basis van The Municipalities Act als bestuursvorm afgeschaft. De gemeente werd daarop automatisch een community om een aantal jaren later uiteindelijk een town te worden.

## Geografie
Woody Point ligt aan de westelijke oever van Bonne Bay. Tezamen met de zuidelijke buurgemeente Glenburnie-Birchy Head-Shoal Brook vormt het een enclave binnen het Nationaal Park Gros Morne. De plaats bevindt zich minder dan 2 km ten oosten van de Tablelands en is bereikbaar via provinciale route 431.

## Demografie
Demografisch gezien is Woody Point, net zoals de meeste kleine plaatsen op Newfoundland, al decennia aan het krimpen. Tussen 1976 en 2021 daalde de bevolkingsomvang van de plaats van 529 naar 244. Dat komt neer op een daling van 285 inwoners (-53,9%) in 45 jaar tijd.
| Demografische ontwikkeling van Woody Point tussen 1951 en 2021             |
| -------------------------------------------------------------------------- |
|                                                                            |
| Bron: Statistics Canada (1951–1986, 1991–1996, 2001–2006, 2011–2016, 2021) |

## Galerij

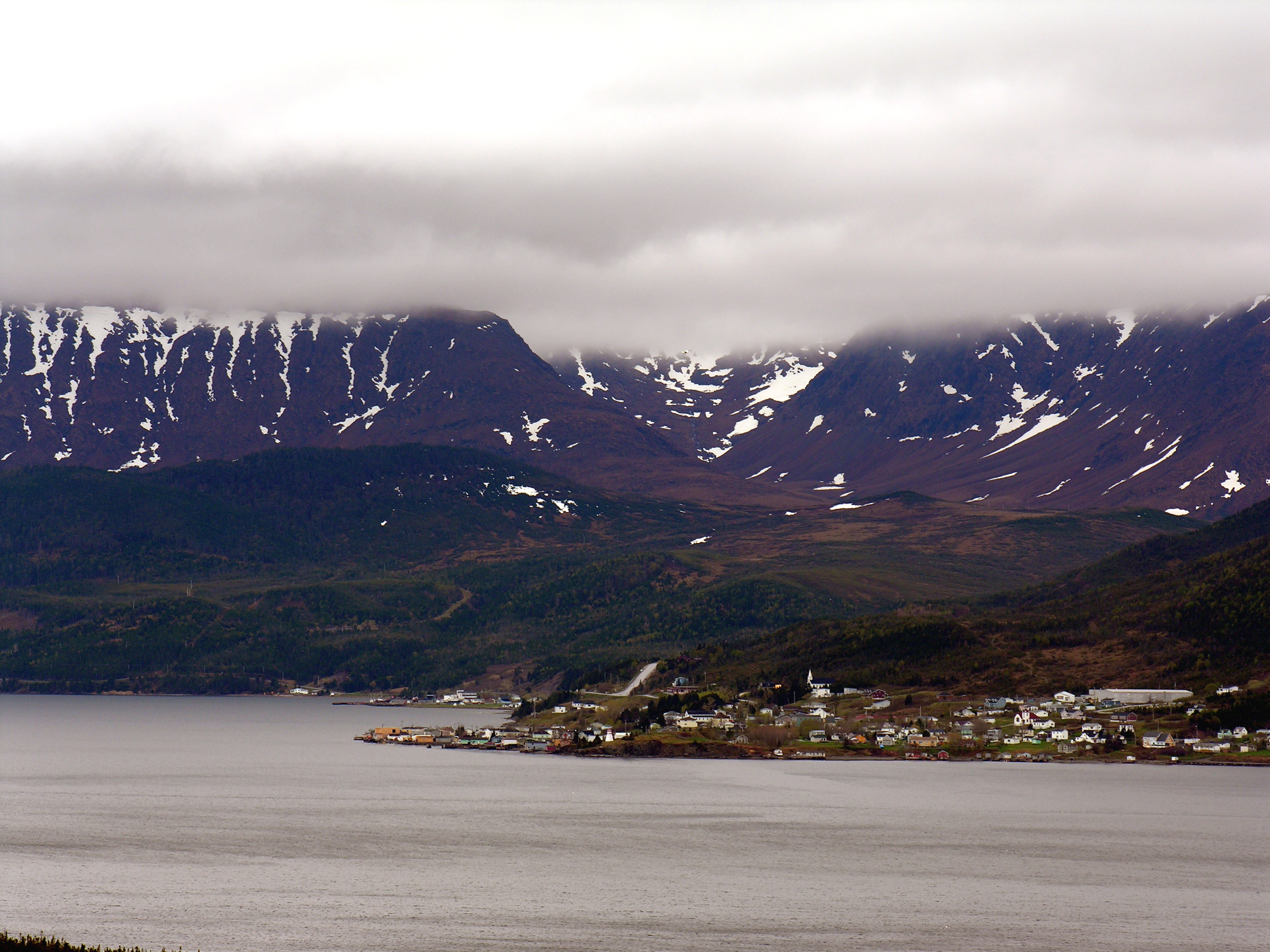
Woody Point gezien vanaf Norris Point
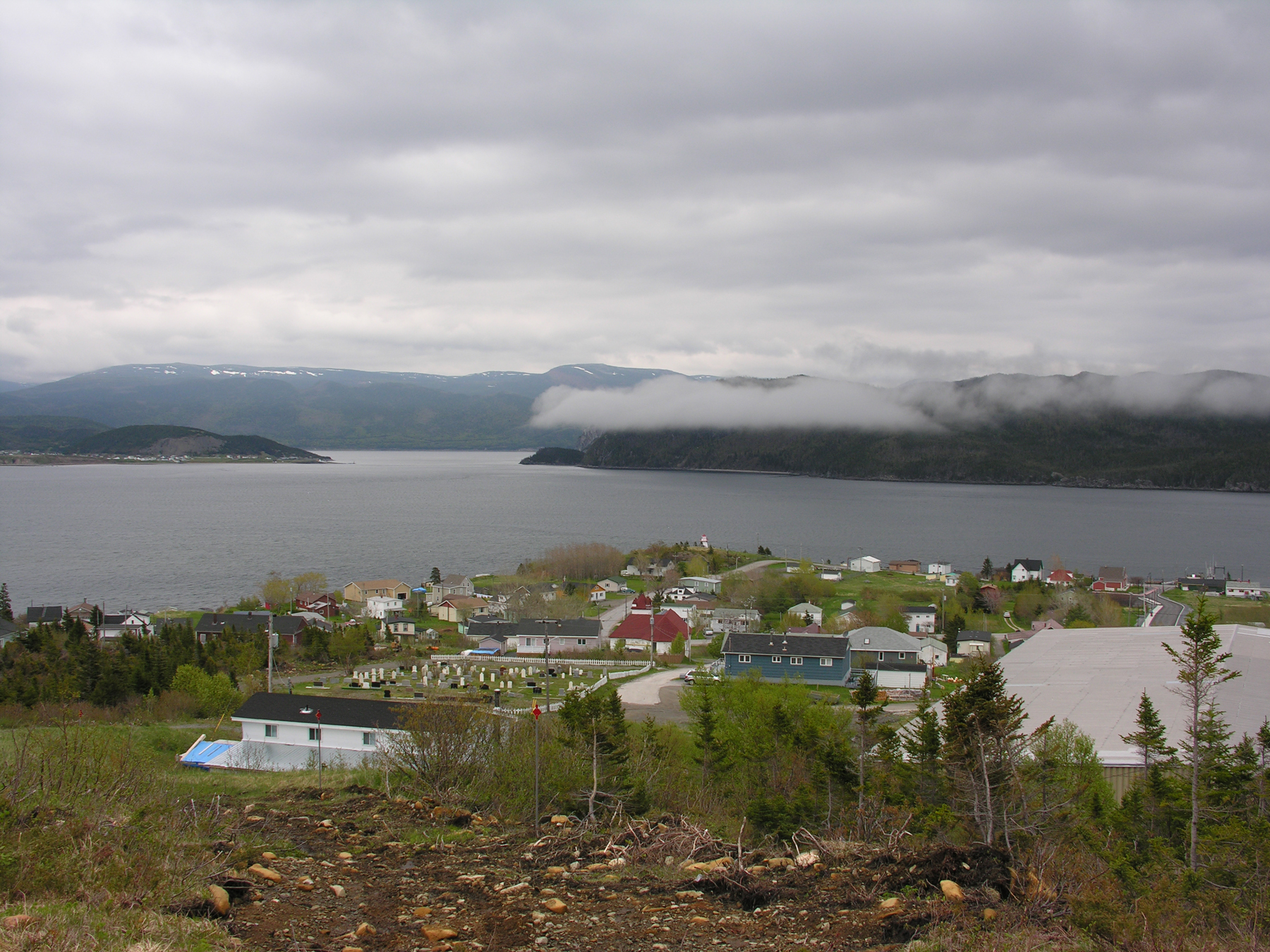
Zicht op het dorp
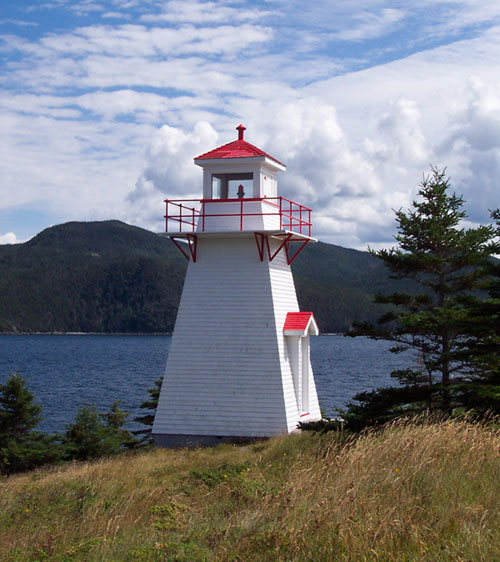
Vuurtoren van Woody Point